# Definietheid
In de lineaire algebra, een deelgebied van de  wiskunde beschrijft definietheid welke tekens reële kwadratische vormen die door matrices of algemener door bilineaire vormen worden voortgebracht, kunnen aannemen. Een definiete kwadratische vorm heeft voor elke vector ongelijk 0 hetzelfde teken. Is dat teken positief, dan heet de vorm positief-definiet, is het negatief, dan negatief-definiet. Is de kwadratische vorm voor alle vectoren niet-negatief, dan heet ze positief-semidefiniet, is ze niet-positief, dan negatief-semidefiniet. Kwadratische vormen corresponderen eenduidig met symmetrische bilineaire vormen, zodat de definietheid in termen van symmetrische bilineaire vormen kan worden gegeven.

## Definiete bilineaire- en sesquilineaire vormen
Zij {\displaystyle V} een vectorruimte over de reële of complexe getallen.
Een symmetrische bilineaire vorm {\displaystyle \langle {\cdot },{\cdot }\rangle \colon V\times V\to \mathbb {R} } en in het geval van een complexe vectorruimte een hermitische sesquilineaire vorm {\displaystyle \langle {\cdot },{\cdot }\rangle \colon V\times V\to \mathbb {C} } noemt men
| positief-definiet,     | als {\displaystyle \langle v,v\rangle >0}                                                      |
| positief-semidefiniet, | als {\displaystyle \langle v,v\rangle \geq 0}                                                  |
| negatief-definiet,     | als {\displaystyle \langle v,v\rangle <0}                                                      |
| negatief-semidefiniet, | als {\displaystyle \langle v,v\rangle \leq 0}                                                  |
| indefiniet,            | als {\displaystyle \langle v,v\rangle <0\quad } en {\displaystyle \quad \langle v,v\rangle >0} |
geldt voor alle {\displaystyle v\in V,v\neq 0}. Merk op dat {\displaystyle \langle v,v\rangle } ook in het complexe geval vanwege de vereiste hermitischiteit altijd reëel is. Als aan geen van deze voorwaarden voldaan is, noemt men de vorm indefiniet. Alleen dan kan {\displaystyle \langle v,v\rangle } zowel positieve als negatieve waarden aannemen.

## Definiete matrices
Elke reële of complexe vierkante matrix van de orde {\displaystyle n} beschrijft een bilineaire vorm op {\displaystyle V=\mathbb {R} ^{n}} of een sesquilineare vorm op {\displaystyle V=\mathbb {C} ^{n}}. Men noemt een vierkante matrix daarom positief-definiet, als deze eigenschap op de door de matrix gedefinieerde bilineaire of sesquilineare vorm van toepassing is. Op dezelfde wijze worden ook de andere eigenschappen gedefinieerd. Dit betekent: een symmetrische alsook een hermitische matrix {\displaystyle A} van de orde {\displaystyle n} is:
| positief-definiet,     | als {\displaystyle x^{T}Ax>0}                                          |
| positief-semidefiniet, | als {\displaystyle x^{T}Ax\geq 0}                                      |
| negatief-definiet,     | als {\displaystyle x^{T}Ax<0}                                          |
| negatief-semidefiniet, | als {\displaystyle x^{T}Ax\leq 0}                                      |
| indefiniet,            | als {\displaystyle x^{T}Ax<0\quad } en {\displaystyle \quad x^{T}Ax>0} |
voor alle {\displaystyle n}-rijige kolomvectoren {\displaystyle x\neq 0}.

## Eigenwaarden
Een symmetrische matrix is dan en slechts dan positief-definiet als al haar eigenwaarden positief zijn.

## Voorbeeld
De onderstaande tabel laat twee mogelijkheden voor 2×2-matrices zien.
| matrix {\displaystyle A}                                    | definietheid      | geassocieerde kwadratische vorm {\displaystyle Q_{A}(x,y)} | {\displaystyle \{(x,y)\mid Q_{A}(x,y)=1\}} |
| {\displaystyle \;{\begin{bmatrix}1/4&0\\0&1\end{bmatrix}}}  | positief-definiet | {\displaystyle {\tfrac {1}{4}}x^{2}+y^{2}}                 | Ellips                                     |
| {\displaystyle {\begin{bmatrix}1/4&0\\0&-1/4\end{bmatrix}}} | indefiniet        | {\displaystyle {\tfrac {1}{4}}x^{2}-{\tfrac {1}{4}}y^{2}}  | Hyperbool                                  |